# Natriumperkarbonat
Natriumperkarbonat, även kallat natriumkarbonatperoxihydrat, är en kemisk substans med sammansättningen 2 Na2CO3 · 3 H2O2. Det är ett färglöst, kristallint, hygroskopiskt och vattenlösligt ämne, som används som miljövänlig rengöringsmedel och som blekmedel. Det kan också vid laboratoriebruk användas som vattenfri källa för väteperoxid. 
Vid upplösning av natriumperkarbonat i vatten erhålls en blandning med väteperoxid, som gradvis sönderfaller till vatten och syrgas, natriumjoner och karbonatjoner:
2 Na2CO3 · 3 H2O2 → 4 Na+ + 2 CO32- + 3 H2O2
2 H2O2 → 2 H2O + O2

## Historik
Natriumperkarbonat framställdes först av den ukrainske kemisten Sebastian Moiseevich Tanatar, född 7 oktober 1849 i Odessa, död 30 november 1917 i Odessa.

## Produktion
Natriumperkarbonat tillverkas industriellt genom kristallisering från en lösning av natriumkarbonat och väteperoxid under noggrann kontroll av pH och koncentration av respektive komponent. Detta är också en lämplig metod i för laboratoriebruk.
Alternativt kan torr natriumkarbonat behandlas direkt med en koncentrerad lösning av natriumperoxid..

## Användning
Natriumperkarbonat ingår som oxidationsmedel i ett antal rengörings- och tvättmedelsprodukter.